# Anđelko Mijatović
Anđelko Mijatović (Tihaljina, općina Grude, BiH, 27. siječnja 1939.), hrvatski je povjesničar. 

## Životopis
Anđelko Mijatović rodio se 1939. godine u Tihaljini, malom zapadnohercegovačkom selu. Osnovnu školu pohađa u Ružićima, Tihaljini i Klobuku a gimnaziju u Splitu, Sinju, Visokom i Zagrebu. Povijest studira i diplomira na Filozofskom fakultetu u Zagrebu. U SFRJ bio je dugogodišnji politički zatvorenik i progonjenik.
Mijatovićevi su problemi počeli sasvim banalno. Ne znajući se povjerio prijatelju da ne može naći posao zato što nije član Komunističke partije. Nije ni pomišljao da bi mu taj prijatelj mogao biti dio udbaške mreže. U Jugoslaviji je bila vrlo raširena, bilo zbog odanosti doušnika KP-u ili zbog toga što su bili ucijenjeni. Zato praćeni građani nisu ni primjećivali praćenje, jer je značajan dio građana prisluškivao i prokazivao svoje susjede, momke, prijatelje i kolege. Veliki krimen bio je odlazak u crkvu. U Mijatovićevom okružju Udbin suradnik bio je ravnatelj njegove škole te prijatelj za kojega se ispostavilo da je završio Školu unutrašnjih poslova u Srijemskoj Kamenici, iako je imao svjedodžbu Ekonomske škole u Zrenjaninu. Taj prijatelj provokator Udbi je priskrbio "dokaze". Mijatoviću je poslao sedam letaka koje je po uputi Mijatović proslijedio. Sporni letci su bili s parloama protiv beogradskog režima. Premda je Mijatović zamolio tog svog prijatelja da to više ne radi, ta ga izjava nije oslobodila od progona. Već nakon mjesec dana bio je uhićen. Vrhovni sud ga je osudio na zatvorsku kaznu. Odrobijao ju je u zatvoru Stara Gradiška godinu i pol. Radio je teške fizičke poslove u kažnjeničkoj radnoj jedinici. Tri mjeseca prije izlaska iz zatvora, kad je već iščekivao slobodu, uslijedilo je novo zlostavljanje. Uslijedila je nova istraga i tad je 21 dan bio premlaćivan. To je bilo 1965. godine kad se obilježavala 20. obljetnica ulaska partizana u Zagreb. Budući da su mu znanci prigodno dijelili letke protiv komunističkog režima, to je bio dostatni argument za 9 mjeseci i 20 dana u samici, te novih 3 godine i 4 mjeseca zatvora. Imao je sreću da je po izlasku iz zatvora uopće imao mogućnost završiti studij. Režim ga nije ostavljao na miru sve do 1989., do kad su ga pratili, te nekoliko puta priveli. Prosinca 1975. godine pritvoren je pod sumnjom da je postavio minu pod trafo-stanicu u središtu Zagreba. Igre zlostavljanjem trajale su stalno. Osumnjičenike su ošišali na Staru godinu, na Novu godinu pustili kući, a već 3. siječnja opet zatvorili. Trojicu iz te skupine, Mijatovića, Vicu Vukojevića i Ivana Gabelicu stavili su pod istragu. Pustili su ih 28. siječnja. Nakon nekoliko mjeseci odbačene su optužbe za osnivanje terorističke jedinice i povezivanje s emigracijom preko Joze Lukača. Lukač, pravnik i otac četvero djece, koji je robijao 4 i pol godine bio zatvoren u Staroj Gradiški, nije imao sreće: Udba ga je 1987. godine likvidirala u Medulićevoj ulici u Zagrebu. Mijatović je te olovne godina preživljavao radeći teške fizičke poslove, ako bi uopće uspio naći posao. Pretovarivao je ugljen, radio u skladištu Mladosti i drugo. Za tih je olovnih godina uspio završiti postdiplomski studij i objaviti 4 knjige. Od 1990. do 1999. godine bio je savjetnik za kulturu prvog predsjednika Republike Hrvatske dr. Franje Tuđmana. Živi i radi u Zagrebu. Objavljuje književnopovijesne i povijesne rasprave, članke, prikaze i osvrte.
Priredio je i popratnim tekstovima protumačio zbirke: Narodne pjesme o Mijatu Tomiću (Zagreb, 1969.), Narodne pjesme o Mijatu Tomiću (Sinj-Duvno, 1985.), Ganga (Duvno, 1973.), Narodne pjesme iz Hercegovine i duvanjsko-livanjskog kraja (Zagreb-Duvno, 1975), Ganga: pismice iz Hercegovine, Imotske krajine, od Duvna, Livna i Kupresa, (2. prošireno izdanje, Tomislavgrad, 2004.).

## Djela
- Uskoci i krajišnici, Zagreb, 1974.
- Pjesme o hrvatsko-slovenskim seljačkim bunama, 1974. (suautori Brane Grabeljšek i Miroslav Vaupotić)
- Senjski uskoci u narodnoj pjesmi i povijesti, (Zagreb, 1983.)
- Obrana Sigeta o 420. obljetnici (1566. – 1986.), Split, 1987. (2. dopunjeno i prošireno izd., Zagreb, 2010.)
- Ponikve, Zagreb, 1990.
- Ban Jelačić, Zagreb, 1990.
- Zrinsko-frankopanska urota, Zagreb, 1992. (2. izd. 1999.)
- Iz riznice hrvatske povijesti i kulture, Zagreb, 1996. (2. izd. 2001.)
- Pregled političkog i državničkog rada dr. Franje Tuđmana, Zagreb 2000. (2. izd. 2001.)
- Bitka na Krbavskom polju 1493. godine, Zagreb, 2005.
- Hrvati. Četrnaest stoljeća ustrajnosti, New York - Zagreb, 2005. (suautor Ivan Bekavac)
- Bleiburška tragedija i Križni put hrvatskoga naroda godine 1945., New York - Zagreb, 2007.
- Bruno Bušić. Prilog istraživanju života i djelovanja (1939. – 1978.), Zagreb, 2010.[3]
- Otkos-10: prva uspješna oslobodilačka operacija Oružanih snaga Republike Hrvatske u Domovinskom ratu: Domovinski rat u zapadnoj Slavoniji: 1990.-1991., Udruga dragovoljaca i veterana Domovinskog rata Republike Hrvatske - Hrvatski memorijalno-dokumentacijski centar Domovinskog rata, Zagreb, 2011.
- Pisma iz tamnice: politički progoni Hrvata, Alfa, Zagreb, 2024.

## Vanjske poveznice
- Ukratko životopis na tihaljina.com[neaktivna poveznica]
- Taj prastari stih deseterac  Arhivirana inačica izvorne stranice od 25. ožujka 2010. (Wayback Machine) (Ivan Bekavac o Mijatovićevoj knjizi "Ganga" za časopis "Matica")
- Anđelko Mijatović, Bleiburška tragedija i Križni put hrvatskoga naroda godine 1945.  Arhivirana inačica izvorne stranice od 4. ožujka 2018. (Wayback Machine), crocc.org